# Carl Davis
Carl Davis CBE (28. října 1936 New York – 3. srpna 2023 Oxford) byl americký dirigent a hudební skladatel. Několikrát dirigoval koncerty Londýnského filharmonického orchestru a Liverpoolského královského filharmonického orchestru. Napsal hudbu pro více než 100 televizních inscenací. Nejvíce se proslavil komponováním hudby pro tiché filmy. V devadesátých letech také spolupracoval s Paulem McCartneym. V Česku se proslavil zejména dirigováním koncertů The Beatles Night a Hollywood night na mezinárodním hudebním festivalu Prague Proms. Zemřel 3. srpna 2023 na krvácení do mozku v Oxfordu ve věku 86 let.